# 迈因拉德·米尔滕贝格尔
迈因拉德·米尔滕贝格尔（德語：Meinrad Miltenberger，1924年12月6日—1993年9月10日），德国男子皮划艇运动员。他曾代表德国、德国联队参加1952年和1956年夏季奥林匹克运动会皮划艇比赛，其中1956年奥运会获得一枚金牌。